# Xapollo
Xapollo era  da Apollo Computer, primeira implementação do X Window System para a sua égide (mais tarde Domain/OS) Sistema Operacional.